# Birdy Airlines
Birdy Airlines était une compagnie aérienne belge fondée en 2002 et qui cessa ses opérations en 2004 lorsqu'elle a été reprise par SN Brussels Airlines,.
Elle était basée à l'aéroport de Bruxelles-National et offrait des vols long-courriers avec une flotte de trois Airbus A330-300.